# Uomo quantico
L'Uomo quantico è una scultura moderna realizzata in acciaio dall'artista tedesco Julian Voss-Andreae nel 2006.
Si trova nella città di Moses Lake, nello stato di Washington negli USA.
L'Uomo Quantico è l'immagine di un uomo che cammina visto come un oggetto quantico.
Fatto di 115 fogli di acciaio orientati verticalmente, è alto 2,50 m e fornisce una metafora del mondo intuitivo della meccanica quantistica.

Vista di fronte, la scultura sembra consistere di acciaio solido ma, spostandosi gradualmente di lato, sembra dissolversi con l'attraversamento della luce fra una lamiera e l'altra, simbolizzando il dualismo onda-particella.
Nel 2007, l'autore ha creato una seconda versione chiamata "Uomo Quantico 2", in acciaio inossidabile.